# Viktor IV

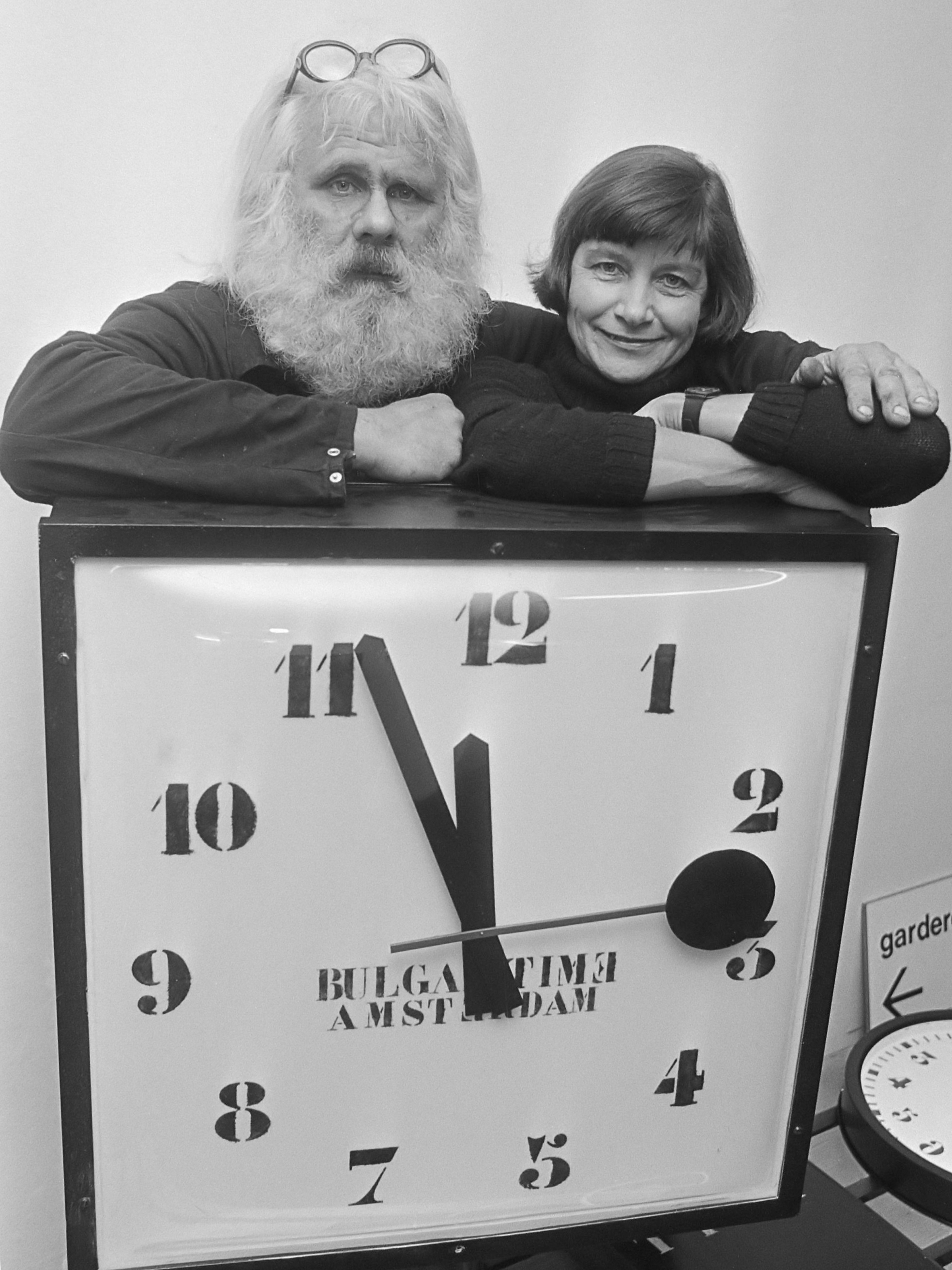
Bulgar Finn en Lady Ina (Ina Elisabeth Munck) met een Bulgar Time klok (1982)

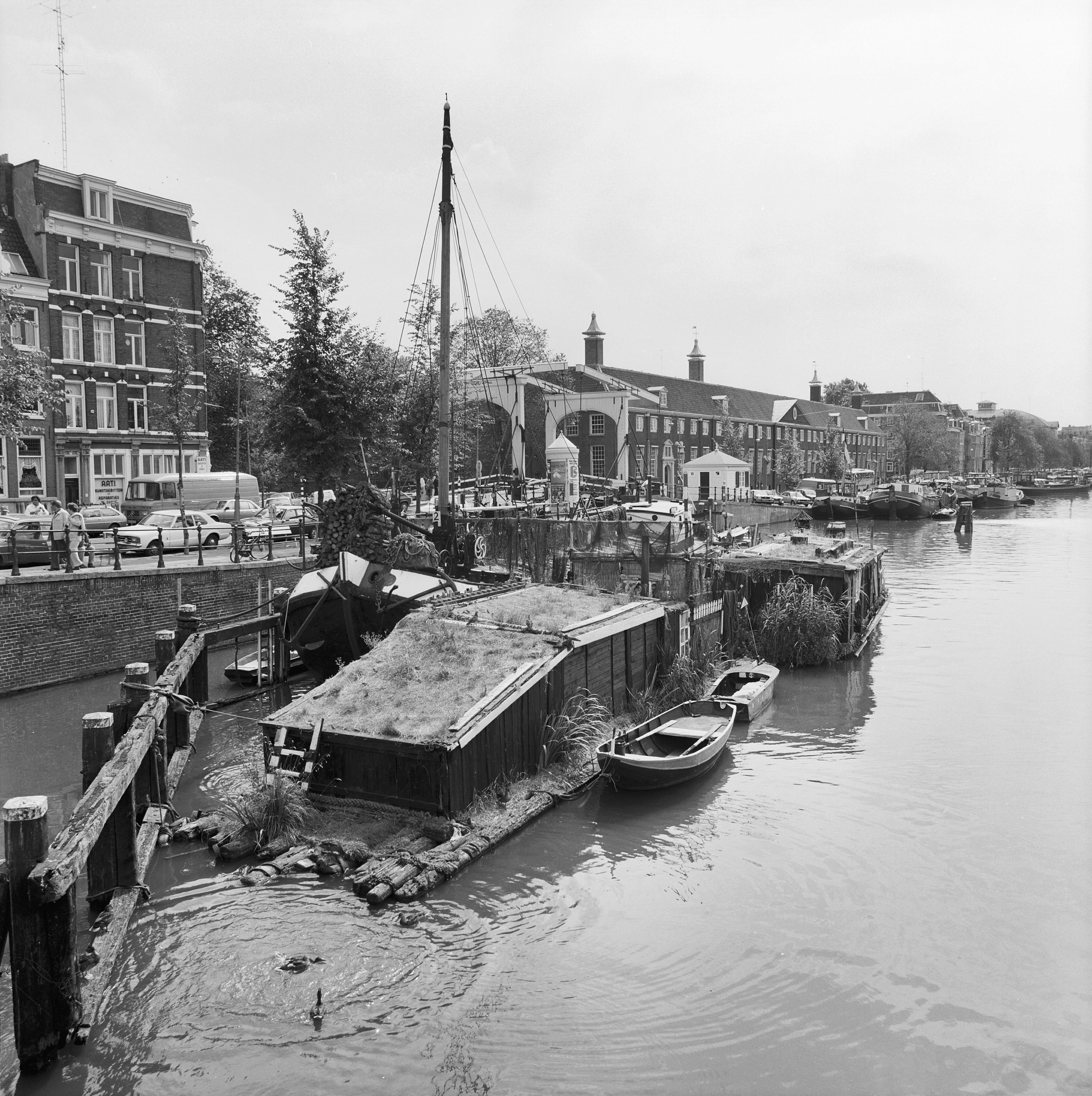
De Berendina Fennegina van Viktor IV, met diverse vlotten (1 juli 1979)

Viktor IV (ook Bulgar Finn) (New York, 18 februari 1929 – Amsterdam, 26 juni 1986) was een Amerikaans beeldend kunstenaar die in Amsterdam werkte en woonde. Hij liet zich inspireren door het werk en de levenswijze van Anton Heyboer en de gedachtenwereld van Henry David Thoreau.

## Levensloop
Hij werd geboren als Walter Carl Glück en was de zoon van een Duitse en een Griekse immigrant. Glück volgde een opleiding tot fotojournalist aan een college in Florida. Hierna reisde hij in diverse landen rond, tot hij zich in 1961 in Amsterdam vestigde. Hier woonde hij op de tjalk Berendina Fennegina (1890), een woonschip dat in de Binnen-Amstel lag, tussen de Blauwbrug en de Walter Süskindbrug. Enkele maanden na de moord op president Kennedy begon Glück te schilderen en vanaf dat moment noemde hij zich Viktor IV. Als materiaal gebruikte hij wrakhout, dat hij uit het IJ haalde en vervolgens bekraste, beschilderde, en met sjabloonletters en zelfbedachte runen van teksten voorzag. Zijn werken noemde hij Ikons. Rond 1970 schakelde Viktor IV over op papier. Hij werkte op losse bladen in A4-formaat die op een vel A3-formaat werden geplakt. Op de bladen legde hij gebeurtenissen die hem waren overkomen vast, of fabels, of losse invallen. De op een schrijfmachine vervaardigde teksten, voorzien van tekeningen en stempels, verzamelde hij in bundels, die hij ‘boeken’ noemde, met titels als ‘The Big Fool, ‘Thank you Silent Sun’, ‘Who Can Betray the Sun’, ‘The Post is a perhaps’ of ‘The Truth Always Happens’.
Nadat hij wegens een blindedarmontsteking in een ziekenhuis opgenomen was geweest ontfermde de Deense Lisbeth Munck zich over hem; ze werd zijn levensgezellin en muze.
Begin jaren tachtig nam Viktor IV een nieuwe naam aan: Bulgar Finn, naar de historische plaats Boelgar aan de Wolga. Hij was rond 1978 geïnteresseerd geraakt in tijd en uurwerken, en begon horloges en klokken te ontwerpen waarvan een cijfer was weggelaten of waarvan de wijzers tegen de klok in liepen. Het begon met een klok in een café, waarvan hij de zes verwijderde en de overige cijfers gelijkmatig verdeelde. Dit creëerde een oppervlakkige illusie van een gebruikelijke klok, maar het had een verwarrend effect op de cafébezoeker die de tijd probeerde af te lezen. Hij liet in Zwitserland een serie kwartshorloges maken onder de merknaam Bulgar Time Amsterdam. In september 1981 waren de eerste prototypes klaar. In 1986 sloot hij een contract met het Deense Art Expo voor een serie van 2400 stuks van zijn vier beste modellen.
In 1982 maakte August Louisson-Barrier een documentaire over hem, onder de titel Who needs the Pacific Ocean.
De Berendina Fennegina, overdekt met vlaggen, en geschilderde opschriften (‘WHO NEEDS THE PACIFIC OCEAN’ en ‘ENOUGH IS MORE THAN ENOUGH’), was vanaf 1972 uitgebreid met diverse vlotten langszij, bedekt met stro, waarop huisdieren rondscharrelden. Voor de constructie, uitgevoerd door The Second Quality Construction Company, een idee van Ina en Viktor, werden gerecyclede materialen gebruikt. Aanvankelijk dreven de vlotten op lege olievaten, maar omdat die gingen roesten schakelde Victor IV over op plastic vaten die onder water met nylon kousen en stropdassen van de Waterloopleinmarkt werden vastgezet. Eind juni 1986 kwam hij op 57-jarige leeftijd door verdrinking om het leven, tijdens een duik bij herstelwerkzaamheden onder een vlot.

Op 3 juli werd zijn kist, bedekt met een Amerikaanse vlag, op een vlot over de Amstel naar Zorgvlied vervoerd, waar hij werd begraven.
Toen Lisbeth Munck in 1990 terugkeerde naar Denemarken verkocht ze de boot voor 11 gulden, haar geluksgetal, aan de Deense vereniging van architecten. Het schip fungeerde jarenlang als gastenverblijf voor architectuurstudenten. Bert Degenaar, verzamelaar van het werk van Viktor IV, kocht de boot en bracht hem in overleg met Munck zoveel mogelijk terug in de oorspronkelijke staat.

## Tentoonstellingen (selectie)
- John Lefebre Gallery, New York (1966)
- Louisiana Museum, Humlebæk (1977)
- Ny Carlsberg Glyptotek, Kopenhagen (1982)
- Stedelijk Museum, Amsterdam (1983)